# Chalcura samoana
Chalcura samoana är en stekelart som beskrevs av David Timmins Fullaway 1940. 
Chalcura samoana ingår i släktet Chalcura och familjen Eucharitidae. Artens utbredningsområde är Amerikanska Samoa. Inga underarter finns listade i Catalogue of Life.